# Danh sách nhà văn tiếng Pashtun
Các nhà văn và nhà thơ viết bằng tiếng Pashtun bao gồm:
- Rahman Baba (1653–1711)
- Khan Abdul Ghani Khan (1914–1996)
- Khushal Khattak (1613–1689)
- Hamza Shinwari (1907–1994)